# Gmina Orebić
Gmina Orebić (chorw. Općina Orebić) – gmina w Chorwacji, w żupanii dubrownicko-neretwiańskiej. Położona jest półwyspie Pelješac. W 2011 roku liczyła 4122 mieszkańców.

## Miejscowości
Gmina składa się z następujących miejscowości:
- Donja Banda
- Kučište
- Kuna Pelješka
- Lovište
- Nakovanj
- Orebić
- Oskorušno
- Pijavičino
- Podgorje
- Podobuče
- Potomje
- Stanković
- Trstenik
- Viganj